# Mrówka północna
Mrówka północna (Formica aquilonia) – gatunek mrówki z podrodziny Formicinae.
Gatunek transpalearktyczny o rozsiedleniu borealno-górskim. W Polsce znany tylko z 3 stanowisk: Gór Bystrzyckich, Puszczy Augustowskiej i Puszczy Kampinoskiej. W Polskiej czerwonej księdze zwierząt umieszczony jako narażony na wyginięcie (VU). W Polsce jest jednym z sześciu gatunków rudych mrówek leśnych występujących w lasach i objęty jest częściową ochroną gatunkową. Przyczyną zaniku tych mrówek jest intensywna gospodarka leśna. 
Odwłok i głowa są ciemnobrązowe, w  środkowej części brunatnoczerwona. Robotnice mają wielkość od 5 do 10 mm, natomiast królowa do 12 mm. 
Zamieszkuje lasy iglaste. Buduje gniazda w postaci wysokich kopców z patyczków i igliwia. W gnieździe może znajdować się kilkaset tysięcy osobników i kilka tysięcy królowych (kolonia poliginiczna).  

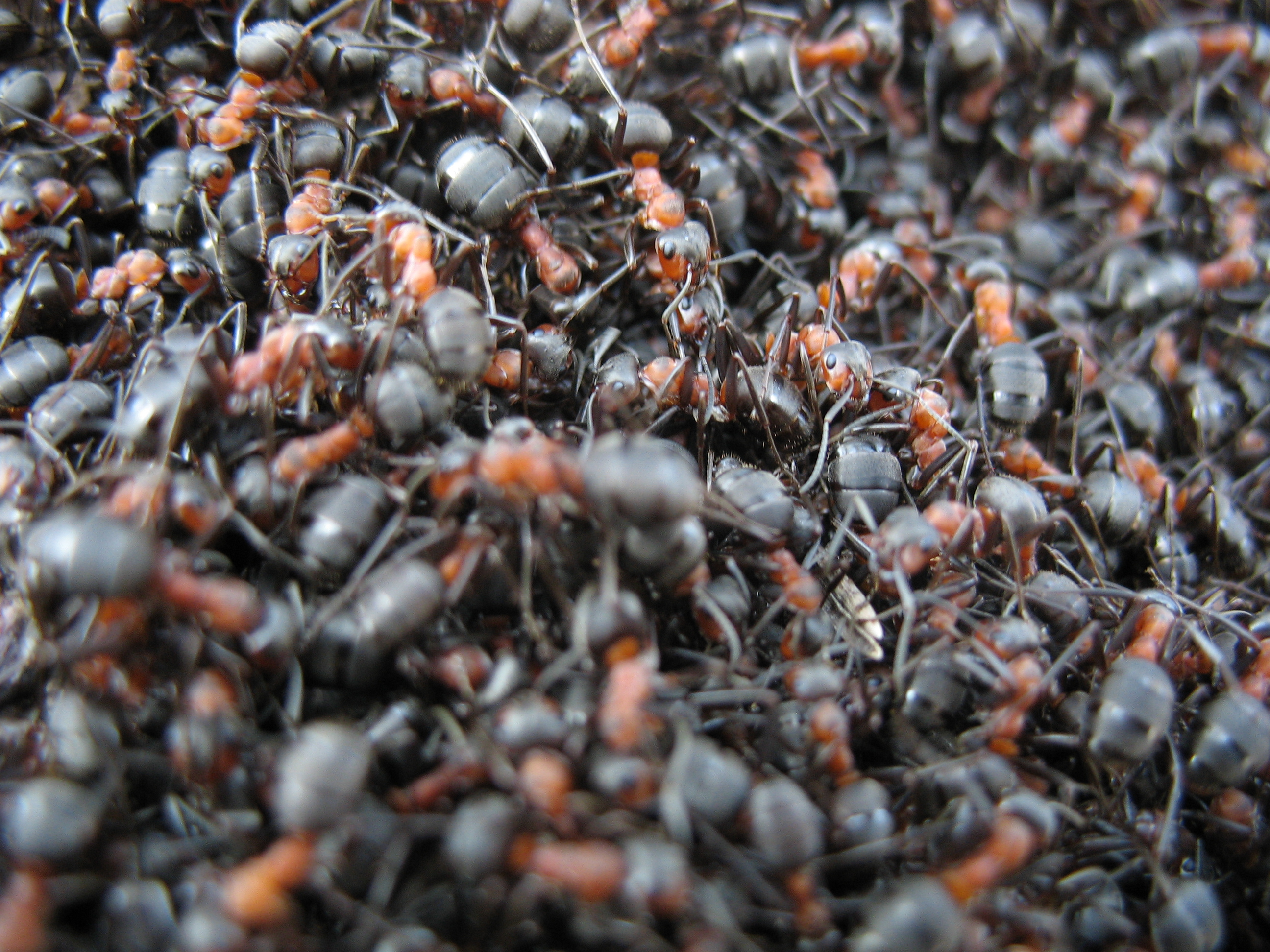
Robotnice
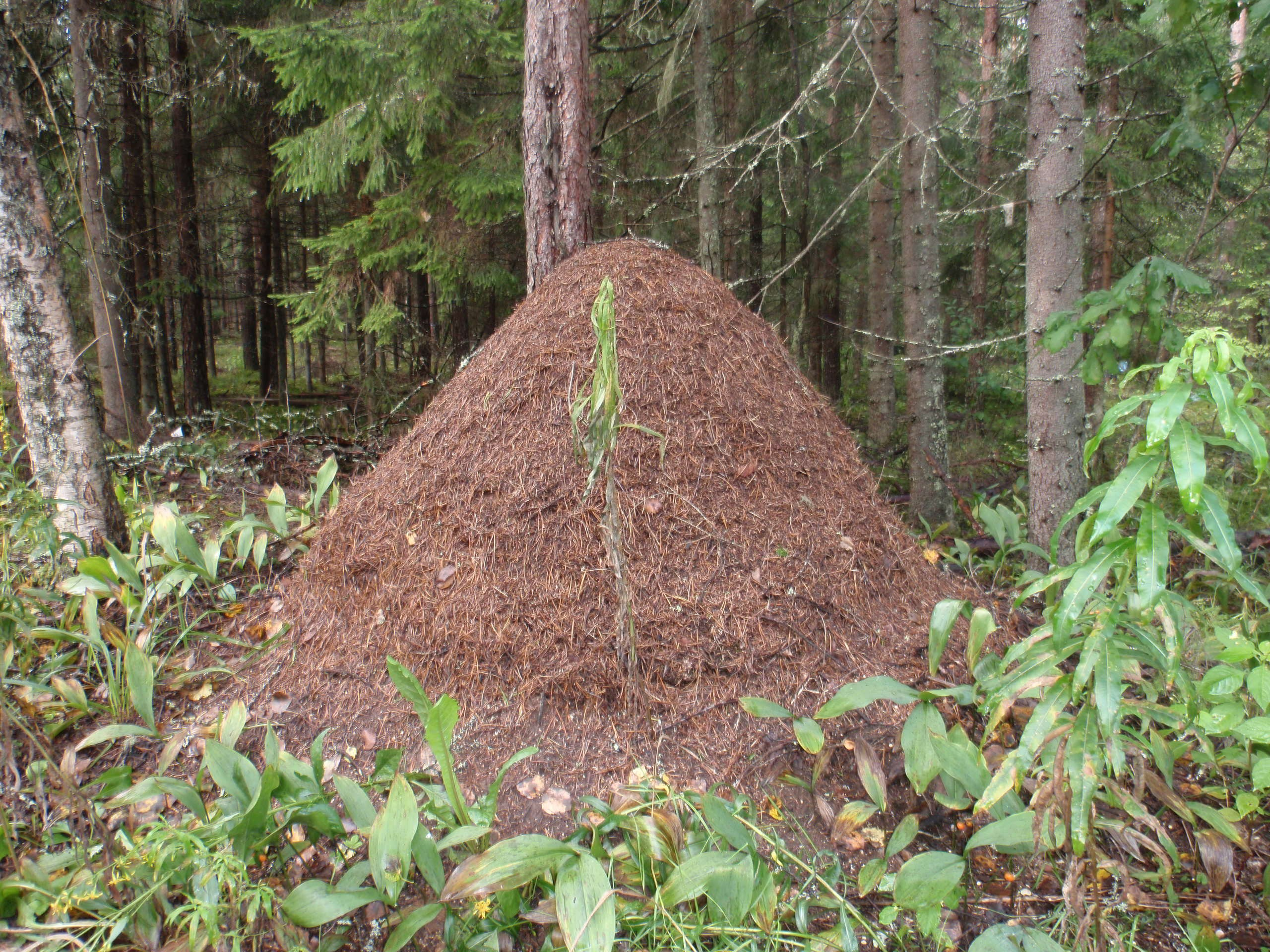
Gniazdo